# Rivière-Rouge
Rivière-Rouge é uma cidade localizada na província de Quebec no Canadá.